# Rede Elétrica de Espanha
A Rede Elétrica de Espanha (REE; em castelhano: Red Eléctrica de España) é uma empresa espanhola que se dedica ao transporte de energia elétrica,  não operando na distribuição dessa mesma energia. É proprietária de quase 100% da rede de transporte de alta tensão e nos últimos anos tem vindo a adquirir ativos da rede de transporte a outras empresas. Também atua como operador no sistema elétrico espanhol. A empresa faz parte do índice IBEX 35.[carece de fontes?]
A REE nasceu como consequência da aplicação da lei 49/1984, que estabeleceu a exploração unificada do sistema elétrico. A empresa foi a primeira empresa do mundo a dedicar-se exclusivamente ao transporte de eletricidade e à operação de sistemas elétricos desde um ponto de vista responsável em realção ao meio ambiente.[carece de fontes?]
A rede de alta tensão operada pela REE tem mais de 34 700 km e 3 400 subestações, as quais têm mais de 66 000 MVA de capacidade de transformação.[carece de fontes?]
A empresa é detida em 20% pelo estado espanhol, através da Sociedad Estatal de Participações Industriais (SEPI, Sociedad Estatal de Participaciones Industriales), estando o resto do capital disperso em bolsa.[carece de fontes?]